# Liste flüchtlingsfeindlicher Angriffe in Deutschland 2014
Die Liste flüchtlingsfeindlicher Angriffe in Deutschland 2014 verzeichnet Angriffe und Anschläge auf Flüchtlinge und Flüchtlingsunterkünfte in Deutschland im Jahr 2014, bei denen fremdenfeindliche und rassistische Tatmotive nachgewiesen oder wahrscheinlich sind. Die Liste ist bisher nicht vollständig. Besonders schwere Anschläge mit Verletzten, Schwerverletzten oder Toten sind rot hinterlegt.
Soweit nicht anders verzeichnet, folgen die Angaben den Chroniken von Mut gegen rechte Gewalt, Pro Asyl und Amadeu Antonio Stiftung. Historische Hintergründe, Gegeninitiativen, Literatur siehe unter Flüchtlingsfeindliche Angriffe in der Bundesrepublik Deutschland; weitere Jahreslisten siehe unten.
| Ort                        | Bundes- land | Datum         | Anschlagsziel             | Verletzte    | Beschreibung |
| -------------------------- | ------------ | ------------- | ------------------------- | ------------ | --- |
| Berlin Marzahn-Hellersdorf | BE           | Jan. 2014     | bewohnte Unterkunft       |              | Im Umfeld einer Gemeinschaftsunterkunft für Flüchtlinge und Asylsuchende kam es im Januar zu mehreren Sachbeschädigungen und Beleidigungen. Rechtsextremisten agitierten offensiv gegen die Unterkunft. |
| Borna                      | SN           | 1. Jan. 2014  | bewohnte Unterkunft       |              | In der Silvesternacht attackieren etwa 15 Rechtsextreme eine von 30 Asylsuchenden bewohnte Notunterkunft mit verschiedenen Feuerwerkskörpern. Die Polizei konnte einschreiten und blieb zum Schutz der Bewohner für die Nacht vor Ort. |
| Breitenworbis              | TH           | 2. Jan. 2014  | Unterkunft                |              | Unbekannte warfen wiederholt Gegenstände gegen die örtliche Unterkunft und beschimpften Bewohner. |
| Söhre                      | NI           | 4. Jan. 2014  | Familie                   |              | Acht 25- bis 30-jährige Männer überfielen eine siebenköpfige Roma-Familie in ihrer Wohnung. Gegen 1.30 Uhr klopften sie kräftig an die Wohnungstür im Erdgeschoss. Als der 32-jährige Vater die Tür öffnete, schlug ihm einer der Täter mit der Faust ins Gesicht. Anschließend wurde er mit einer Schusswaffe bedroht. Die Täter forderten Geld. Der Vater übergab insgesamt 1.300 Euro. Ein Flüchtlingsrat erklärte, dass Asylsuchende ohne Bankkonto ihre regelmäßigen Zahlungen bar erhielten. Die Familie aus Serbien stand nach dem Überfall unter Schock. Nach Aussage des Vaters hätte einige der Männer, die anschließend mit zwei Autos flohen, eine Glatze gehabt und Springerstiefel getragen. Außerdem hätten die Männer sie schon einen Tag zuvor beobachtet. |
| Greiz                      | TH           | 6. Jan. 2014  | Unterkunft                |              | Angriff auf eine Flüchtlingsunterkunft mit Sachbeschädigung. |
| Heidenheim an der Brenz    | BW           | 7. Jan. 2014  | Unterkunft                |              | Angriff auf eine Flüchtlingsunterkunft mit Sachbeschädigung. |
| Germering                  | BY           | 8. Jan. 2014  | bewohnte Unterkunft       |              | Ein Unbekannter zündete am Morgen des 8. Januar das Asylbewerberheim an. Durch die Warnung eines spät heimkehrenden Bewohners konnten sich zehn Menschen retten. Der Mittelbau des Gebäudekomplexes brannte nahezu vollständig aus. |
| Wohratal                   | HE           | 12. Jan. 2014 | bewohnte Unterkunft       | 1 Verletzte  | Vier Jugendliche drangen um 4.30 Uhr in eine Asylunterkunft ein, verwüsteten sie und bedrohten und beleidigten die Bewohner. Eine Schwangere musste nach der Aufregung im Krankenhaus behandelt werden. Die Täter konnten gefasst werden. Sie behaupteten, nicht rechtsextrem zu sein. |
| Torgelow                   | MV           | 15. Jan. 2014 | Unterkunft                |              | Angriff auf eine Flüchtlingsunterkunft und Verstoß gegen das Sprengstoffgesetz (Deutschland). |
| Friedland (Mecklenburg)    | MV           | 16. Jan. 2014 | Unterkunft                |              | Eine Unterkunft wurde kurz vor dem Einzug der ersten Flüchtlinge mit einem Ei beworfen, zudem wurden rassistische Aufkleber angebracht. |
| Berlin                     | BE           | 17. Jan. 2014 | Flüchtlinge               |              | Mehrere Aktivisten des Protestcamps am Oranienplatz gaben an, von Fahrkartenkontrolleuren und Polizisten sexistisch und rassistisch beleidigt worden zu sein. Eine Sudanesin erklärte, von einem Polizeibeamten unter anderem als „Affe“ beschimpft worden zu sein, zudem sei ihr Arm verdreht worden. Laut Darstellung der Polizei hätten die Flüchtlinge Widerstand geleistet und Polizisten verletzt, entsprechende Anzeigen seien gestellt. |
| Versmold                   | NW           | 19. Jan. 2014 | bewohnte Unterkunft       |              | Angriff auf eine Flüchtlingsunterkunft mit Sachbeschädigung. |
| Bad Dürrheim               | BW           | 22. Jan. 2014 | bewohnte Unterkunft       |              | Unbekannte hängten ein handgeschriebenes Banner mit der Aufschrift „KEIN ASYL“ an ein Brückengeländer. Zuvor war bereits ein Plakatträger mit dieser Parole beschmiert worden. |
| Schneeberg (Erzgebirge)    | SN           | 25. Jan. 2014 | Unterkunft                |              | Nach mehreren Wochen veranstaltete die NPD mit der Bürgerinitiative Schneeberg wehrt sich wieder einen Fackelmarsch mit etwa 250 Teilnehmern gegen die örtliche Flüchtlingsunterkunft. |
| Gundelfingen (Breisgau)    | BW           | 26. Jan. 2014 | Unterkunft                |              | Angriff auf örtliche Unterkunft und Verwendung von Kennzeichen verfassungswidriger Organisationen. |
| Duisburg                   | NW           | 27. Jan. 2014 | Unterkunft                |              | Angriff auf eine Flüchtlingsunterkunft und Verstoß gegen das Sprengstoffgesetz (Deutschland). |
| Neukirch/Lausitz           | SN           | 30. Jan. 2014 | Asylsuchende              |              | Rassistische Beleidigungen gegen Asylsuchende, nachdem bekannt wurde, dass eine Unterkunft mit 120 Bewohnern gebaut werden soll. |
| Gerstungen                 | TH           | 1. Feb. 2014  | Unterkunft                |              | Scheiben einer Unterkunft wurden nachts von Unbekannten eingeworfen. Wiederholung eine Nacht später. |
| Gardelegen                 | ST           | 2. Feb. 2014  | Unterkunft                |              | Vor einer Unterkunft rief eine Gruppe rechte Parolen. Die Gruppe floh, Personalien von 10 Personen konnten später aufgenommen werden. Gegen eine Person nahm der Staatsschutz Ermittlungen auf. |
| Hoyerswerda                | SN           | 7. Feb. 2014  | Asylsuchender             | 1 Verletzter | Zwei Tage, nachdem die ersten 36 Bewohner in die erste örtliche Flüchtlingsunterkunft seit den Ausschreitungen von 1991 eingezogen waren, wurde ein marokkanischer Asylsuchender auf dem Marktplatz von einem Radfahrer zunächst auf den Hinterkopf geschlagen und anschließend in die Nierengegend. Der Angegriffene konnte den Täter fotografieren. Der Staatsschutz nahm Ermittlungen auf. |
| Garbsen                    | NI           | 7. Feb. 2014  | Informationsveranstaltung |              | Bei einer Informationsveranstaltung zur Errichtung einer Flüchtlingsunterkunft mit etwa 150 Anwesenden wurden rassistische und antiziganistische Parolen gerufen, auch der Bürgermeister griff diese auf. Mehrere Neonazis waren vor Ort. Zwei Wochen später wurde die Errichtung der Unterkunft vom Hannoveraner Oberbürgermeister abgesagt. |
| Heidenau                   | SN           | 8. Feb. 2014  | Unterkunft                |              | Angriff auf eine Flüchtlingsunterkunft mit öffentlicher Aufforderung zu Straftaten. |
| Berlin                     | BE           | 11. Feb. 2014 | Unterkünfte               |              | Am 11. und 12. Februar wurden zwei Flüchtlingsunterkünfte von Rechtsextremen angegriffen. Es kam zu Sachbeschädigungen. |
| Anklam                     | MV           | 12. Feb. 2014 | Asylsuchende              |              | Vor der Kita ihrer Tochter wurde eine Ghanaerin von einer Frau angespuckt und beleidigt. Wegen Verständigungsschwierigkeiten wurde ihre Anzeige von der Polizei zunächst nicht aufgenommen, sondern erst, als sie in Begleitung ein weiteres Mal erschien. |
| Mechernich                 | NW           | 13. Feb. 2014 | Unterkunft                |              | Zum dritten Mal binnen zwei Monaten brannte die örtliche Unterkunft. Brandstiftung sei wahrscheinlich. |
| München                    | BY           | 13. Feb. 2014 | Unterstützer              |              | Acht Aufkleber der rechtsextremen Partei Der III. Weg an den Scheiben des Bayerischen Flüchtlingsrats. |
| Berlin-Kreuzberg           | BE           | 15. Feb. 2014 | bewohntes Camp            |              | Der Sanitärwagen eines Protestcamps von Flüchtlingen auf dem Berliner Oranienplatz wurde durch einen Brandanschlag vollständig zerstört. |
| Essen                      | NW           | 20. März 2014 | bewohnte Unterkunft       |              | Am Vormittag wurden kleine Metallkugeln vermutlich mit einer Zwille auf eine bewohnte Unterkunft geschossen. |
| Hoyerswerda                | SN           | 19. Apr. 2014 | bewohnte Unterkunft       |              | In der Nacht zum 19. April drang ein mit Sturmhaube maskierter Mann auf das Gelände des neuen Asylbewerberheims vor und schlug mit einem Hammer mehrfach gegen eine Fensterscheibe aus Sicherheitsglas. In dem dahinterliegenden Wohnraum schliefen zu diesem Zeitpunkt sechs Menschen, verletzt wurde niemand, der Täter flüchtete. |
| Berlin-Köpenick            | BE           | 30. Apr. 2014 | bewohnte Unterkunft       |              | In der Nacht zum 30. April besprühten zwei Männer eine Notausgangstür einer Flüchtlingsunterkunft mit einer brennbaren Flüssigkeit und zünden diese anschließend an. Das Feuer erlosch nach wenigen Minuten von selbst. Einer der kurze Zeit später festgenommenen Täter zeigte den Hitlergruß. |
| Hannover                   | NI           | 25. Aug. 2014 | unbewohnte Unterkunft     |              | Ein Rohbau einer Flüchtlingsunterkunft im Stadtteil Bothfeld wurde durch einen Brandanschlag schwer beschädigt. Das Feuer beschädigte die Dachkonstruktion und richtete einen geschätzten Sachschaden von 10.000 Euro an. |
| Sangerhausen               | ST           | 1. Sep. 2014  | bewohnte Unterkunft       |              | In der Nacht zum 1. September versuchten Unbekannte, ein Mehrfamilienhaus, in dem auch etwa 70 Flüchtlinge wohnen, anzuzünden. Zudem wurde die Fassade mit rechtsextremen Parolen, wie „Zukunft den deutschen Kindern“, „Verpisst euch“ (mit zwei SS-Runen) und „Haut ab“, beschmiert. Aufgrund der nur leichten Beschädigungen konnten die Bewohner weiterhin dort leben. Sicherheitsmaßnahmen wurden angekündigt. |
| Groß Lüsewitz              | MV           | 12. Okt. 2014 | bewohnte Unterkunft       |              | In der Nacht zum 12. Oktober 2014 warfen Unbekannte in Groß Lüsewitz bei Rostock zwei mit einer brennbaren Flüssigkeit gefüllte Bierflaschen gegen die Hauswand einer Flüchtlingsunterkunft. Das Feuer erlosch von selbst, Menschen kamen nicht zu Schaden. Die Staatsanwaltschaft erhob Anklage wegen versuchten Mordes gegen zwei 25 und 26 Jahre alte Männer. Die beiden Angeklagten wurden zu je 5 Jahren Haft verurteilt. |
| Schwerte                   | NW           | Okt. 2014     | unbewohnte Unterkunft     |              | Im Oktober beschmierten Unbekannte eine Turnhalle, die als Flüchtlingsunterkunft genutzt werden sollte, mit rassistischen Parolen. |
| Rottenburg                 | BW           | 20. Dez. 2014 | Geflüchtete               | 1 Verletzte  | Ein Mann beleidigte zwei weibliche Flüchtlinge aus Gambia im Alter von 27 und 36 Jahren rassistisch und schlug dann auf sie ein. Die 37-Jährige stürzte in der Folge und wurde vom Täter daraufhin mehrfach getreten. Sie kam mit Kopf- und Knieverletzungen in ein Krankenhaus. Tatverdächtig ist ein 21-jähriger, wegen Gewaltdelikten polizeibekannter Mann, der der rechtsextremen Szene zugeordnet wird. |